# Budżet samorządowy
Budżet samorządowy jest rocznym planem dochodów i wydatków oraz przychodów i rozchodów danej jednostki samorządowej. Ma formę aktu normatywnego, tj. uchwały, uchwalanej przez organ władzy samorządowej na okres roku budżetowego, którym jest rok kalendarzowy. 
Uchwała budżetowa składa się z:
1) budżetu jednostki samorządu terytorialnego;
2) załączników.
Uchwała budżetowa określa:
1) łączną kwotę planowanych dochodów budżetu jednostki samorządu terytorialnego, z wyodrębnieniem dochodów bieżących i majątkowych;
2) łączną kwotę planowanych wydatków budżetu jednostki samorządu terytorialnego, z wyodrębnieniem wydatków bieżących i majątkowych;
3) kwotę planowanego deficytu albo planowanej nadwyżki budżetu jednostki samorządu terytorialnego wraz ze źródłami pokrycia deficytu albo przeznaczenia nadwyżki budżetu jednostki samorządu terytorialnego;
4) łączną kwotę planowanych przychodów budżetu jednostki samorządu terytorialnego;
5) łączną kwotę planowanych rozchodów budżetu jednostki samorządu terytorialnego;
6) limit zobowiązań z tytułu zaciąganych kredytów i pożyczek oraz emitowanych samorządowych papierów wartościowych;
7) kwotę wydatków przypadających do spłaty w danym roku budżetowym, zgodnie z zawartą umową, z tytułu poręczeń i gwarancji udzielonych przez jednostkę samorządu terytorialnego;
8) szczególne zasady wykonywania budżetu jednostki samorządu terytorialnego w roku budżetowym, wynikające z odrębnych od ustawy o finansach publicznych ustaw;
9) uprawnienia jednostki pomocniczej do prowadzenia gospodarki finansowej w ramach budżetu gminy;
10) inne postanowienia, których obowiązek zamieszczenia w uchwale budżetowej wynika z postanowień organu stanowiącego jednostki samorządu terytorialnego.
Jeżeli budżet nie zostanie uchwalony w odpowiednim terminie, organ administracji samorządowej nie ma prawa do gromadzenia dochodów oraz ponoszenia wydatków. W przypadku braku możliwości uchwalenia budżetu, może być zastosowane rozwiązanie w postaci prorogacji budżetu.